# Московський державний технічний університет радіотехніки, електроніки і автоматики
Московський державний технічний університет радіотехніки, електроніки і автоматики — Федеральна державна бюджетна освітня установа вищої освіти «МІРЕА — Російський технологічний університет» (РТУ МІРЕА). Це вищий навчальний заклад у Москві, Росія, який є сучасним освітньо-науковим та інноваційним комплексом.

## Загальна інформація
РТУ МІРЕА є одним з найбільших європейських технічних університетів, до складу якого входять 8 інститутів, 160 кафедр, 38 наукових підрозділів і понад 50 профільних кафедр. Університет забезпечує високопрофесійну підготовку за 112 напрямами та спеціальностями (бакалавр, спеціаліст, магістратура, аспірантура) з ІТ, кібербезпеки, електроніки, радіотехніки, робототехніки, хімії, біотехнології тощо. Також університет дає можливість отримати додаткову освіту. Ректором РТУ МІРЕА є доктор технічних наук Кудж Станіслав Олексійович.
В університеті працює понад 2500 людей в якості професорсько-викладацького складу (77% мають вчений ступінь), в тому числі 21 академіків і членів-кореспондентів Російської академії наук, більше 280 членів інших академій, російських і міжнародних наукових товариств, а також більше ніж 400 докторів наук і понад 1300 кандидатів наук.

## Історія
Історія РТУ МІРЕА починається 28 травня 1947 року, коли Заочний інститут удосконалення інженерно-технічних працівників Міністерства електростанцій і електротехнічної промисловості СРСР був перетворений у Всесоюзний заочний енергетичний інститут удосконалення та Удосконалення інженерів (ВЗЕІ). Будучи провідним університетом у системі заочної освіти з енергетичних і радіотехнічних спеціальностей, він мав філії в Ленінграді, Києві, Баку, Ташкенті, Свердловську, Новосибірську. Пізніше на базі цих філій і навчально-консультаційних пунктів було відкрито ряд технічних вузів в Омську, Кемерово, Кірові та інших містах СРСР.
30 червня 1967 року університет отримав назву Московський інститут радіотехніки, електроніки та автоматики (МІРЕА). Розпочато підготовку інженерних кадрів вищої кваліфікації для наукоємних галузей електронної та радіопромисловості, машинобудування та приладобудування, засобів автоматизації та систем керування в денній, а не лише заочній формі навчання. Ректором МІРЕА обрано Євтіхієва Миколу Миколайовича.
У 1993 році МІРЕА отримав статус технічного університету. З 1998 по 2013 рік доктор фізико-математичних наук, професор, академік РАН Олександр Сергійович Сигов був ректором МГТУ МІРЕА, а пізніше, з 2013 року, він є президентом університету.
2013 рік стає знаковим для університету. Станіслав Олексійович Кудж займає посаду ректора, і починається активний процес об'єднання потенціалу науково-дослідних і освітніх установ: Російського науково-дослідного інституту інформаційних технологій і автоматизованих інженерних систем (ФДБУ РОСНІІІТІАП) і Всеросійського науково-дослідного інституту інформаційних технологій і автоматизованих інженерних систем. Російський науково-дослідний інститут промисловості (ВНІІТЕ) (2013), Московський державний університет приладобудування та інформатики (МГУПІ), Інститут професійного управління та комплексної енергоефективності (ІПАІКЕ) (2014), Московський державний університет тонкої хімії імені М.В. Ломоносова Технології (MITHT) (2015). Сьогодні останній носить назву Інститут тонких хімічних технологій імені М.В. Ломоносова.

## Позиції в рейтингах
- 100 кращих російських університетів за версією Forbes — 50 місце (2020). [3]
- Кращі університети Росії RAEX — 57 місце (2020). [4]
- Рейтинг РНУ — 51 місце (2020). [5]
- Кращі університети світу — THE World University Rankings — 2021 (1527 університетів з 93 країн) — 17 місце серед 48 російських університетів, що увійшли в рейтинг. [6]
- Один із провідних університетів за позитивними відгуками студентів, за даними проекту «Табітурієнт» (2018, 2019, 2020). [7]
- Рейтинг кращих інженерно-математичних і природничих вузів Росії — 23 місце (2021). [8]

## Університетські видання
- Російський технологічний журнал [9]
- Журнал Fine Chemical Technologies [10]